# Nordiska detaljhandelshögskolan

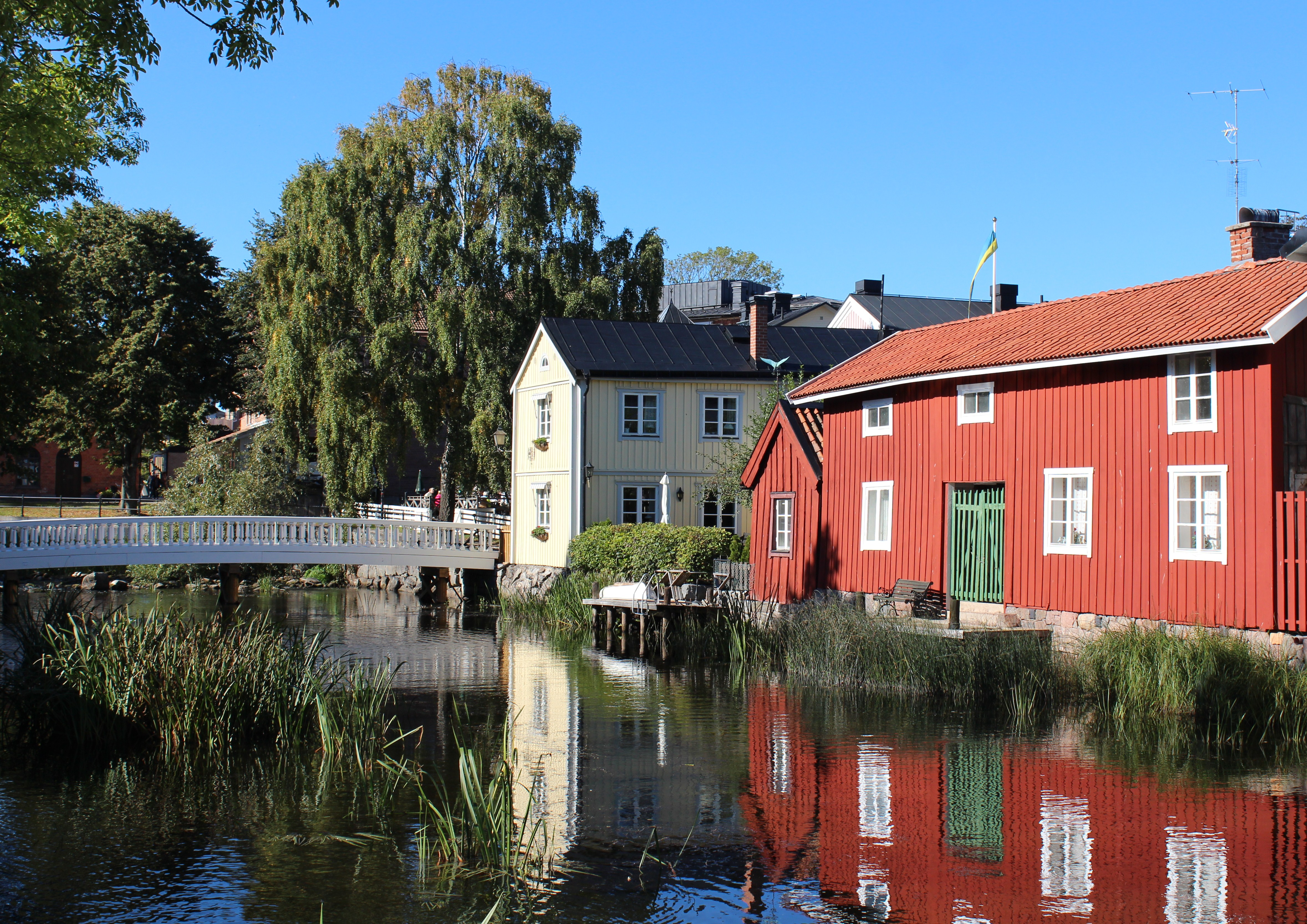
Nordiska detaljhandelshögskolan är belägen i Norrtälje

Nordiska detaljhandelshögskolan (NDH) (engelska: Nordic Retail College) är en högskola som tidigare fanns på Campus Roslagen i Norrtälje i norra Stockholms län. Högskolan grundades av Stiftelsen nordiska detaljhandelshögskolan den 23 oktober 2002, varvid Stockholms universitets rektor Gustaf Lindencrona höll tal. Företagsekonomiska institutionen vid Stockholms universitet svarade för högskolans akademiska grundutbildning 2002–2008 och var delfinansiär i högskolan. Handelshögskolan i Stockholm tog över ansvaret för högskolan år 2009, verksamheten återinvigdes den 3 mars 2009. Center for Retailing vid Handelshögskolan i Stockholm AB, ett företag ägt av Handelshögskolan, driver den akademiska verksamheten och erbjuder en 3-årig ekonomie kandidatutbildning, BSc in Retail Management (svenska: kandidatexamen i detaljhandelskunskap) med 30 studieplatser. Verksamheten finansieras av Stiftelsen nordiska detaljhandelshögskolan.

## Bakgrund

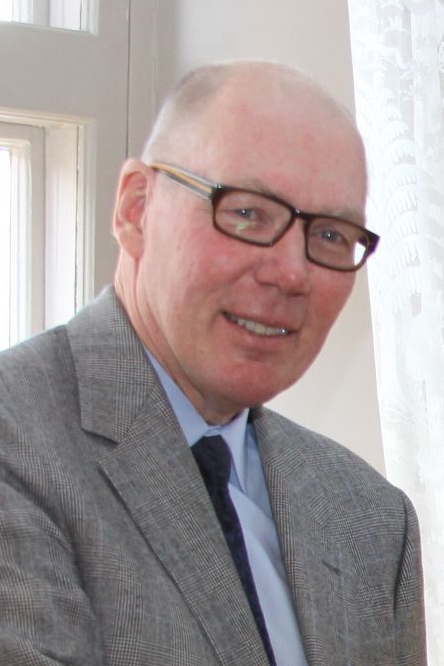
Kåre Bremer, rektor för Stockholms universitet

Utbildningen startades som ett svar på de internationella framgångar nordisk och svensk detaljhandel upplevt sedan 1970-talet. Exempel på framgångsrika svenska företag inom denna bransch är IKEA och H&M. Dessa företags internationella expansion har skapat ett behov av medarbetare med akademisk examen inom ekonomi, med specialisering mot detaljhandel. Företagsekonomiska institutionen vid Stockholms universitet lanserade idén och började sedan söka efter en kommun i Stockholms län som kunde vara intresserad av att husera och ekonomiskt stödja högskolan. Valet föll på Norrtälje, där Norrtälje kommun och Roslagens sparbank var villiga att ställa upp som delfinansiärer.
Stockholms universitet hade problem med att samordna sina ekonomutbildningar i Stockholm med utbildningen i Norrtälje och i början av mars 2007 kallades representanter för Stiftelsen nordiska detaljhandelshögskolan och Campus Roslagen till ett möte där Thomas Hartman, prefekt för den Företagsekonomiska institutionen vid Stockholms universitet, informerade om att man beslutat att flytta verksamheten till Stockholm. Vid mötet deltog även Kåre Bremer, rektor för Stockholms universitet. Tanken var att utbildningen skulle flytta till Företagsekonomiska institutionen i Kräftriket i Stockholm.

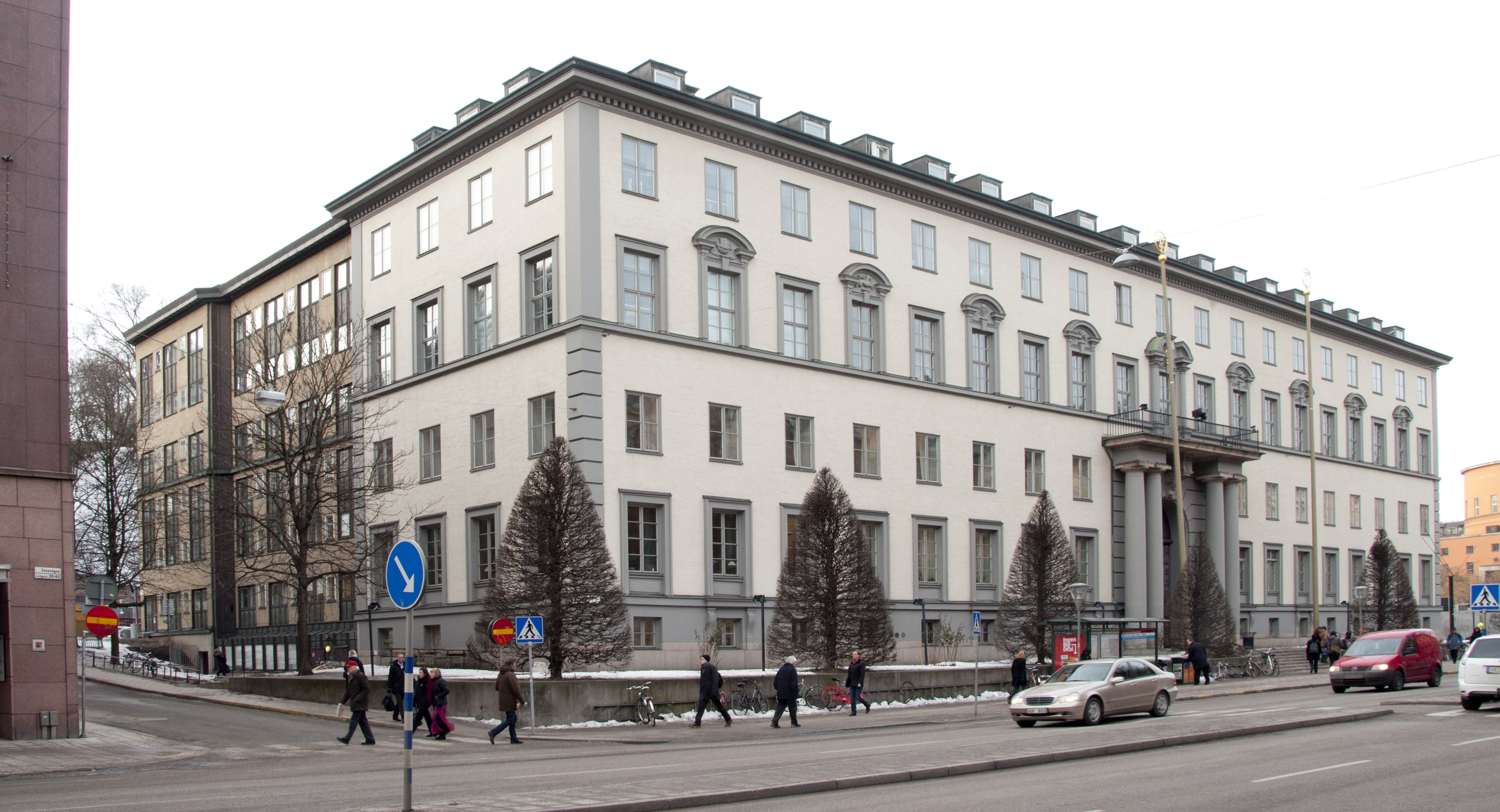
Handelshögskolan i Stockholm

Situationen löstes genom att Handelshögskolan i Stockholms företag Center for Retailing vid Handelshögskolan i Stockholm AB, tog över ansvaret för verksamheten i Norrtälje 2009. Även Handelshögskolan kom fram till att avståndet till Norrtälje försvårade kontakterna mellan de två högskolorna och flyttade verksamheten till Stockholm från höstterminen 2015 med placering på Saltmätargatan 13-17.

## Finansiering
Utbildningen finansieras av Stiftelsen nordiska detaljhandelshögskolan med flera aktörer inom den svenska detaljhandeln bakom sig. Branschorganisationen Svensk handel och Norrtälje kommun stöttar utbildningen, man har även erhållit bidrag från Hakon Swenson stiftelsen, en forsknings- och utbildningsstiftelse med inriktning mot handel, grundad 2007 av ICA-handlarnas Förbund.